# قصر المشط
قصر المشط (بالإنجليزية: brachymetatarsia)‏ أو مشط ناقص التنسج (بالإنجليزية: hypoplastic metatarsal)‏ هي حالة يكون فيها واحد أو أكثر من عظام إصبع القدم قصيرة أو متداخلة بشكل غير طبيعي (الأمشاط). قد تحدث هذه الحالة بسبب عيب خلقي أو قد تكون حالة مكتسبة. في كثير من الأحيان تنطوي هذه الحالة على مشط القدم الرابع. إذا كانت تنطوي على مشط القدم الأول، تُعرف الحالة باسم متلازمة قدم مورتون. يتم علاج الحالة من خلال عدد من العمليات الجراحية المختلفة.

## التشخيص

### التشخيص التفريقي
تشمل الأسباب الخلقية: متلازمة آرسكوغ-سكوت، متلازمة تيرنر، حثل أولبيرت الهضمي الوراثي، ابتلاع الأمهات للثاليدومايد أثناء الحمل ومتلازمة أبير. يمكن أن يكون السبب الصدمة، على الرغم من أن الآلية الدقيقة غير معروفة.

## العلاج

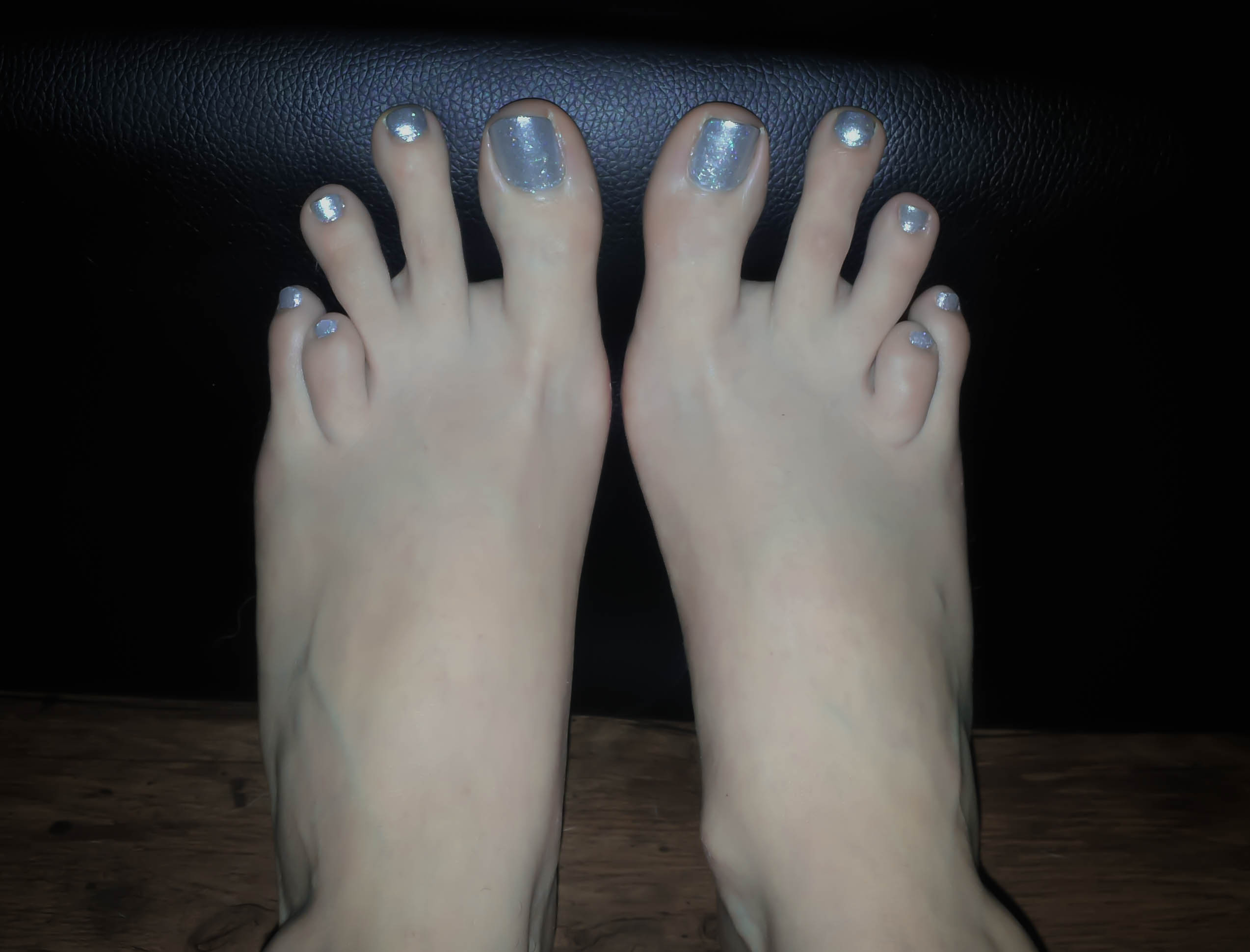
قصر المشط الثنائي الطولي في المشطية الرابعة

يمكن علاج الأعراض من خلال ارتداء أحذية أوسع لتخفيف الضغط، أو يمكن للمريض ارتداء الحشو حول أصابع القدم. الجراحة هي أيضًا خيار، إذا كان الألم وعدم الراحة لا يمكن علاجهما، أو لأسباب تجميلية. في هذا الإجراء، عادةً ما يتم قطع المشط القصير ويتم تطعيم قطعة من العظام بين الطرفين. في بعض الحالات، قد يتم تثبيت أداة تثبيت خارجية على المشط مع المسامير. يوجد داخل المثبت الخارجي برغي قابل للتعديل يجب قلبه (بناءً على أوامر الأطباء) لإطالة الفجوة بين قطاعات العظام، وبالتالي ستنمو العظام إلى الشكل المناسب.
بعد الجراحة، يجب استخدام العكازات أو سكوتر الركبة للحفاظ على الوزن الزائد بعيداٌ عن القدم التي تم إصلاحها جراحياً لمدة 3 أشهر. بعد هذه الفترة، يمكن استخدام الأحذية الطويلة أو الأحذية العظمية.

## علم الأوبئة
يحدث قصر المشط في النساء أكثر من الرجال.